# Vitrac-Saint-Vincent
Vitrac-Saint-Vincent – miejscowość i gmina we Francji, w regionie Nowa Akwitania, w departamencie Charente.
Według danych na rok 1990 gminę zamieszkiwały 513 osoby, a gęstość zaludnienia wynosiła 23 osób/km² (wśród 1467 gmin regionu Poitou-Charentes Vitrac-Saint-Vincent plasuje się na 545. miejscu pod względem liczby ludności, natomiast pod względem powierzchni na miejscu 321.).